# Ю Рён
Ю Рён (кор. 유룡, р.1955) — южнокорейский химик, лауреат национальных премий.

## Биография
Родился в 1955 году. В 1977 году окончил Сеульский национальный университет университет, получив степень бакалавра, после чего проработал три года в Корейском институте изучения атомной энергии. Затем уехал на учёбу в США, и в 1985 году получил степень Ph.D. в Стэнфордском университете. Почти весь 1986 год он проработал в Lawrence Berkeley Laboratory, а затем вернулся в Республику Корея, и с той поры работает в KAIST, где в настоящее время возглавляет Центр функциональных наноматериалов.

## Награды
В 2014 году медиакомпания «Thomson Reuters» включила Ю Рёна в свой список наиболее вероятных кандидатов на получение Нобелевской премии.